# Johann Jacob Römer

Johann Jacob Römer, Kupferstich von Johann Heinrich Lips aus Band 6 von Systema Vegetabilium (1820)

Johann Jacob Römer (auch Roemer geschrieben, * 8. Januar 1763 in Zürich, Schweiz; † 15. Januar 1819 ebenda)  war ein Schweizer Arzt, Entomologe und Botaniker. Sein offizielles botanisches Autorenkürzel lautet „Roem.“

## Leben und Wirken
Ab 1784 studierte Römer Medizin und Biologie an der Universität Göttingen und wurde 1786 mit einer Dissertation über ein gynäkologisches Thema zum Dr. med. promoviert. 1788 wurde Römer Mitglied der Schweizerischen naturwissenschaftlichen Gesellschaft und praktizierte danach in Zürich als Arzt, wobei allerdings der Erfolg ausblieb. Es folgte eine Anstellung als Arzt am Zürcher Siechenhaus. Während der Revolutionsjahre 1799 bis 1803 schied Römer aus dem Lehrkörper dieser Anstalt aus und übernahm 1804 erneut eine Professur, als diese Einrichtung Kantonalinstitut wurde. Dort praktizierte er bis zu seinem Tode.
Von 1817 bis 1819 publizierte Römer gemeinsam mit dem österreichischen Botaniker Josef August Schultes die ersten vier, der insgesamt sieben, Bände von Systema Vegetabilium. Das Werk beruht auf dem botanischen Teil von Carl von Linnés Systema Naturae und zählt als dessen 16. Auflage.
Gemeinsam mit Paul Usteri gründete Römer 1797 das erste deutschsprachige botanische Magazin, das Magazin für die Botanik. Im gleichen Jahr wurde er Leiter des Botanischen Gartens der Naturforschenden Gesellschaft Zürich in der Gemeinde Wiedikon und stand schließlich dem Präsidium der botanischen Kommission dieser Gesellschaft vor.

## Ehrungen
Die Pflanzengattung Roemeria Medik. (1792) aus der Familie der Mohngewächse (Papaveraceae) wurde nach ihm benannt.
1793 wurde Römer zum auswärtigen Mitglied der Königlich Schwedischen Akademie der Wissenschaften gewählt, 1808 zum korrespondierenden Mitglied der Bayerischen Akademie der Wissenschaften.

## Schriften (Auswahl)
- Entwurf einer Geschichte der natürlichen Geburten. In: Neue Sammlung der auserlesensten und neuesten Abhandlungen für Wundärzte. Band 20, Leipzig 1788, S. 301–368 (Digitalisat) – Übersetzung des lateinischen Originals.
- Garten der Flora, oder Beschreibung und Abbildung verschiedener Pflanzen. Winterthur 1791–1794 (Heft 1).
- Scriptores de plantis Hispanicis, Lusitanicis, Brasiliensibus. Nürnberg 1796 (Digitalisat, Digitalisat).
- Flora europaea. 14 Faszikel, Nürnberg 1797–1811 (Digitalisat).
- Encyclopädie für Gärtner und Liebhaber der Gärtnerei. Tübingen 1797 (Digitalisat).
- Ueber den Nutzen und Gebrauch der Eidechsen in Krebsschäden der Lustseuche und in verschiedenen Krankheiten. Leipzig 1788 (Digitalisat).
- Genera insectorum Linnaei et Fabricii iconibus illustrata. Steiner, Winterthur 1789 (Digitalisat).
- Catalogus horti botanici societatis physicae turicensis. Zürich 1802 (Digitalisat).
- Collectanea ad omnem rem botanicam spectantia. Partim e propriis, partim ex amicorum schedis manuscriptis. Gessner, Zürich [1806]–1809 (Digitalisat).
- Versuch eines möglichst vollständigen Wörterbuchs der botanischen Terminologie. Zürich 1816 (Digitalisat).
- Caroli a Linné equitis Systema vegetabilium secundum classes ordines genera species. Cum characteribus, differentiis et synonymiis.
  - Band 1, Cotta, Stuttgart 1817 (Digitalisat) – mit Joseph August Schultes.
  - Band 2, Cotta, Stuttgart 1817 (Digitalisat) – mit Joseph August Schultes.
  - Band 3, Cotta, Stuttgart 1818 (Digitalisat) – mit Joseph August Schultes.
  - Band 4, Cotta, Stuttgart 1819 (Digitalisat) – mit Joseph August Schultes.

Als Zeitschriftenherausgeber
- Magazin für die Botanik. 4 Bände, Zürich 1787–1791 (Digitalisat) – mit Paul Usteri.
- Neues Magazin für die Botanik in ihrem ganzen Umfange. 1 Band, Zürich 1794  (Digitalisat).
- Archiv für die Botanik. 3 Bände, Leipzig 1796–1805 (Digitalisat).